# سيدني تشابيل
سيدني تشابيل (بالإنجليزية: Sydney Chappell)‏ (13 نوفمبر 1915 في المملكة المتحدة - 1 يونيو 1987 بستوكبورت في المملكة المتحدة) هو مدرب كرة قدم ولاعب كرة قدم بريطاني (وحمل سابقاً جنسية المملكة المتحدة لبريطانيا العظمى وأيرلندا) في مركز الوسط. لعب مع نادي يورك سيتي.